# Slaget ved Crécy
Slaget ved Crécy, også kaldet Slaget ved Cressy, var en vigtig engelsk sejr under Hundredårskrigen, der fandt sted den 26. august 1346. Sammen med de senere slag ved Poitiers (1356) og Agincourt (1415) var Crécy den første af tre meget afgørende engelske sejre under den langtrukne konflikt mellem de to riger.
Slaget blev udkæmpet nær Crécy i Nordfrankrig. Edvard 3. ledte og sejrede med en hær bestående af engelske og walisiske soldater allieret med tropper fra Det tysk-romerske Rige mod den meget større hær bestående af franske, genovesiske og mallorcanske tropper ledet af Philip 6. Den engelske hær var opmuntret af erfaringerne med taktisk fleksibilitet og udnyttelse af terrænet fra saksere, vikinger, muslimer og tidligere kampe med skotterne, og selvom de var voldsomt i undertal, vandt de en stor sejr over franskmændene.
Slaget introducerede langbuen som et dominerende våben på vesteuropæiske slagmarker. Effekten var ødelæggende, når de blev anvendt i store mængder. Slaget ved Crécy var også den første gang, at den engelske hær benyttede sig af en såkaldt ribauldequin, der var en tidlig form for kanon på slagmarken, idet man har fundet kanonkugler ved arkæologiske udgravninger århundreder senere. Englændernes kombinerede krigstaktik, der bestod af de nye våben og taktikker, der var langt mere fokuserede på infanteriet end tidligere slag i middelalderen (der normalt var domineret af fokus på den tungt udrustede ridder til hest) samt bondestandens drab af ukampdygtige riddere efter slaget, har gjort, at slaget beskrives som "begyndelsen til enden for ridderlighed".
Kampen lammede den franske hærs evne til at hjælpe Calais, som faldt for englændernes belejring det følgende år. Calais forblev under engelsk styre i mere end to århundreder og blev først en del af Frankrig igen i 1558.
I 2015 udkom bogen The Battle of Crécy: A Casebook, der efter grundig research konkluderede, at slaget fandt sted syd for Crécy i stedet for nord, som man hidtil har troet.

## Baggrund
Da den franske monark Karl 4. døde i 1328, var Edvard 3. af England hans nærmest levende mandlige slægtning og lovformelige arving. Det franske hof mente dog, at Karls nærmeste slægtning var hans fætter, Philip, greve af Valois. Philip blev kronet som Philip 6. af Frankrig. Modvilligt måtte Edvard sværge troskab Philip i sin rolle som hertug af Aquitaine, som han havde arvet i 1329. Området var befolket med gascognere, der havde en anderledes kultur og sprog end resten af Frankrig, og indbyggerne i Aquitaine foretrak derfor et forhold med den engelske krone. Frankrig fortsatte dog med at blande sig i deres affærer både inden for lovgivning og krig. Philip konfiskerede Aquitaine i 1337, hvilket startede en krig mellem England og Frankrig. Edvard udråbte sig selv som konge over Frankrig i 1340, og begyndte at vriste magten fra hans rival på den franske trone.
En tidlig sejr til søs ved Sluys i 1340 udryddede den franske flåde, og gav England overherredømmet til søs. Edvard invaderede herefter Frankrig med 12.000 mænd via Nederlandene, hvor de plyndrede kysterne og landområderne. Efter at have stoppet en belejring af Cambrai, ledte Edvard sin hær på en destruktiv chevauchée igennem Pikardiet, hvor de ødelagde hundredvis af landsbyer, mens de blev forfulgt af franskmændene. Ingen af parterne var egentlige vindere, og Edvard trak sig tilbage, hvorved han standsede sit felttog. Han vendte tilbage til England for at skaffe flere penge til et nyt felttog og for at tage sig af politiske vanskeligheder med skotterne, der kæmpede for deres egen selvstændighed.
Den 11. juli 1346 satte Edvard sejl fra Portsmouth med en flåde på 750 skibe og 15.000 mænd. Med i denne hær var Edvards 16-årige søn, Edvard af Woodstock, og en stor deling walisiske soldater og allierede riddere og lejesoldater fra det Det tysk-romerske Rige. Hæren gik i land ved St. Vaast la Hogue, omkring 30 km fra Cherbourg. Planen var at udføre en stor chevauchée over Normandiet, hvor de skulle plyndre områdets rigdomme og svække den franske krones prestige voldsomt. Carentan, Saint-Lô og Torteval blev alle plyndret, hvorefter Edvard ledte sin hær mod Caen, der var den gamle hovedstad i Normandiet. Den engelske hær ødelagde Caen den 26. juli, hvor de plyndrede byens store rigdomme. De bevægede sig videre den 1. august, hvor hæren marcherede mod nord til Seinen, hvor de muligvis planlagde at angribe Paris. De krydsede Seinen ved Poissy; men hæren befandt sig nu mellem de to floder Seinen og Somme. Philip flyttede sin hær i et forsøg på at fange og ødelægge de engelske tropper.
Det viste sig at blive vanskeligt, at komme til at krydse Somme; alle broer var enten brændt af eller under kraftig bevogtning. Edvard forsøgte vagt at krydse ved Hangest-sur-Somme og Pont-Remy inden han bevægede sig nordpå. På trods af nogle gange, hvor hærene var tæt på hinanden, lykkedes det ikke den franske hær komme tæt nok på den engelske. Edvard blev informationer om et lille vadested kaldet Blanchetaque ved Somme, der sandsynligvis var bevogtet, nær landsbyen Saigneville. Den 24. august lykkedes det for Edvard og hans hær at krydse floden ved Blanchetaque med kun få tab. Den franske hær havde været så overbeviste om, at det ikke ville lykkes Edvard at krydse floden, at de ikke havde fjernet mad og andre ressourcer på den anden side af floden, hvilket gjorde at den engelske hær kunne få nye forsyninger og plyndre; Noyelles-sur-Mer og Le Crotoy blev begge brændt. Edvard brugte pusterummet på at opbygge en forsvarsposition ved Crécy-en-Ponthieu mens han ventede på at Philip ankom med sin hær. Stedet var beskyttet på flankerne af floden Maye mod vest og byen Wadicourt mod øst, og det lå på en naturlig stigning, der gjorde brug kavaleri mindre effektivt.

## Slaget

### Forberedelse
Edvard satte sin hær ind så de stod mod syd på toppen af en skrånende bakke ved Crécy-en-Ponthieu; skråningen gjorde at de franske kavaleri havde en stor ulempe, idet de skulle bevæge sig opad. Den venstre flanke stod ved Wadicourt, mens den højre var beskyttet af Crécy og floden Maye bagved. Dette gjorde det umuligt for den franske hær at gå uden om englændernes flanker. Hæren havde også haft tid til at spise ordentligt og hvile sig, hvilket gav dem en fordel i forhold til franskmændene, der havde marcheret i dagene op til, for at komme frem til englænderne, og derfor ikke havde haft tid til at hvile sig.

#### Den engelske hær
Den engelske hær blev ledet af Edvard 3.; den bestod primært af engelske og walisiske tropper samt allierede lejetropper fra Bretonien, de flamske områder samt Tyskland. Den eksakte størrelse på hæren er ikke kendt med sikkerhed. Andrew Ayton foreslår omkring 2.500 professionelle soldater: adelige og riddere, tungt udrustede og akkompagneret af deres ledsagere. Hæren har indeholdt omkring 5.000 langbueskytter, 3.000 hobelarer (let kavaleri og bueskytter til hest) samt 3.500 spydfolk. Clifford Rodgers gætter på, at den bestod af omkring 2.500 professionelle soldater, 7.000 bueskytter, 3.250 hobelarer og 2.300 spydfolk. Jonathon Sumption mener, at Edvards styrke var noget mindre, baseret på beregninger af lastekapaciteten på den flåde der blev samlet til at transportere hæren over den Engelske Kanal. På baggrund af dette estimerer han at hæren bestod af mellem 7.000 og 10.000 mand.
Styrken i Edvards hær ved Crécy lå i den store bruge af langbuer: en kraftig høj bue, der hovedsageligt blev fremstillet i takstræ. Ved Edvards kroning i 1327 havde han arvet et kongerige der indeholdt to konfliktzoner: Aquitaine og Skotland. England havde ikke været en dominerende militærmagt i Europa: franskmændene dominerede i Aquitaine, og Skotland stort set opnået deres uafhængighed under slaget ved Bannockburn i 1314. Tidligere middelalderlige slag var typisk blevet afgjort ved det kraftige angreb af de pansrede riddere, hvilket effektivt var blevet afværget af det skotske infanteri under slag som Stirling Bridge og Bannockburn. Langbuer var tidligere blevet anvendt med succes af engelske hære: Edvard 1. brugte langbueskytter til at splitte skotterne statiske schiltron-formationer op under slaget ved Falkirk i 1298. Det var dog ikke før Edvard 3.s styre, at de blev regnet for at have større betydning i det engelske militærdoktrin. Edvard viste vigtigheden af at gøre stor skade på fjenden inden nærkampene under et slag begyndte; ved Halidon Hill i 1333 anvendte han en stor deling bueskytter og drog fordel af terrænet, så han kunne få en stor sejr over de skotske tropper, mens han selv led meget få tab. Dette var på mange måder en forsmag på hans lignende taktik ved Crécy. En anden vigtig fordel ved langbueskytter var udgifterne: de var langt billigere at udstyre og træne end de aristokratiske riddere. Edvard sikrede, at han havde nok erfarne bueskytter at trække på, ved at indbygge bueskydning i den engelske kultur: han opfordrede til at befolkningen øve sig i bueskydning, og han sørgede for en stor produktion af buer og pile selv i fredstider. I 1363 udskrev han en lov om at alle skulle øve bueskydning, og i samme ombæring forbød han alle andre sportsgrene, for at gøre plads til bueskydning.
En udbredt påstand om langbuen er dens evne til at penetrere pladerustning, fordi den har en høj trækvægt. Dette bliver dog udfordret af både samtidige kilder og moderne undersøgelser. Den engelske forfatter og militærekspert Mike Loades udførte en række kontrollerede forsøg i Royal Military College of Sciences ballistiske testområde i forbindelse med programmet Weapons That Made Britain - The Longbow, hvor han fandt ud af, at pile affyret med en hastighed på omkring 52 m/s mod en stålplade, der ikke var særlig hårdt hærdet, var ineffektive en afstand af omkring 80 meter, men gav dog mindre skader og sår på mål inden for 30 meter, mens de var dødelige på 20 meters afstand. Bueskydning blev beskrevet som ineffektivt mod pladerustning i samtidige kilder i slag som Bergerac i 1345, Neville's Cross i 1346 og Poitiers i 1356. Senere studier fandt ligeledes at pladerustning fra slutningen af middelalderen, som dem der blev brugt af lejesoldater fra italienske bystater, effektivt stoppede samtidige pile. Heste var derimod stort set ikke beskyttet mod beskydning, og pile kunne penetrere den lette rustning på deres ben. Clifford Rodgers kommenterede ved det senere slag ved Agincourt, at den psykologiske effekt af en massiv pileregn vil nedbryde kampånden blandt dem, som blev beskudt.
Bueskytter blev udstyret med 60-72 pile før et slag begyndte. De fleste bueskytter vil ikke have skudt med højeste hastighed, hvilket var omkring seks pile i minuttet for de kraftigste buer, da både psykologisk og fysisk anstrengelser ville udmatte mændene. I takt med at slaget fortsatte ville arm- og skuldermuskler bliver udmattede og fingrene der holdt buestrengen ville blive trætte.

#### Den franske hær
Den franske hær blev ledet af Philip 6. og den blinde Johan af Bøhmen. Den præcise størrelse på den franske hær meget usikker, da finansielle optegnelser fra Crécy-fellttoget er gået tabt, men den fremherskende opfattelser er at den var betydeligt større en den engelske styrke. Den franske hær bestod sandsynligvis af omkring 30.000 mand. Den samtidige kronikør Jean Froissart angiver at den bestod af 100.000 mand, Wynkeley skriver 80.000 og Henry Knighton hævder at den franske konge medbragt 72.000 mand. Disse tal er dog blev opfattet som urealistiske og overdrevne af senere historikere på baggrund af krigs-skatkammerets optegnelser fra 1340 seks år inden slaget. Ayton foreslår at hæren bestod af omkring 12.000 beredne soldater som kernestyrken, samt flere tusinde genovesiske armbrøstskytter og en "stort, dog ukendt antal almindeligt infanteri". De fleste historikere er enige om, at omkring 6.000 genovesiske armbrøstskytter medvirkede. Schnerb stiller dog spørgsmålstegn ved dette tal, baseret på estimater på, at der var omkring 2.000 tilgængelige armbrøstskytter i hele Frankrig i 1340. At Republikken Genova har ladet flere tusinde lejesoldater tilgængelig for den franske monark bliver af Schnerb beskrevet som "tvivlsomt". Antallet af almindeligt infanteri kendes ikke med sikkerhed udover at det var i klart overtal i forhold til englænderne, og at det bestod af flere tusinde mand.

#### Langbue versus armbrøst
Slaget ved Crécy bliver ofte brugt som eksempel på et slag, hvor langbuen besejrede armbrøsten, som konkurrerede om at være det mest anvendte langdistancevåben i middelalderlige slag. Armbrøsten var blevet dominerende på slagmarkerne på kontinentet. Armbrøsten blev foretrukket frem for langbuen, da den krævede mindre fysisk styrke at betjene, og den kunne affyre højere kinetisk energi end dens rival, hvilket gjorde den mere dødelig på kort afstand. Desuden var de nemmere at sigte med, og armbrøstskytterne behøvede derfor ikke den samme mængde træning som bueskytterne. De var dog hæmmet af at være langsommere at lade og skyde med, hvormed langbuen havde en fordel. Senere udvikling resulterede i mere kraftfulde armbrøster i 1400-tallet med trækspil til at lade med, hvilket overskyggede denne fordel, mens udvikling i bueteknologi der komfra korstogene introducerede kompositteknologi, hvilket gjorde armbrøsten væsentligt mindre mens kraften kunne blive større. En udbredt påstand om armbrøsten er, at det tager 1-2 minutter at genlade armbrøsten. Et forsøg udført af Mike Loades i Weapons That Changed Britain - The Longbow viste dog at et bælte med et lille spænde skulle bruge stil at lade armbrøsten, hvormed den kunne affyre 4 bolte (pile til armbrøst) på 30 sekunder, mens langbuen kunne skyde 9. En anden hastighedstest med en håndhjul på armbrøsten til at lade den med viste, at våbnet kunne affyre 6 bolte på den samme tid, som det tog en langbueskytte at affyre 10.

### Indledende manøvre
den engelske hær blev delt op i tre divisioner. Edvards søn, Edvard, prins af Wales ledte fortroppen med John de Vere, jarlen af Oxford, Thomas de Beauchamp, jarlen af Warwick og Sir John Chandos. Denne del var fremskudt i forhold til resten af hæren, og stod mål for størstedelen af det franske angreb. Edward selv ledte den næste del af hæren bag fortroppen, mens den bagerste division blev ledet af William de Bohun, jarl af Northampton. Hver division bestod af spydfolk bagerst, de professionelle soldater i midten og langbueskytter allerforrest. Det vides ikke, hvor de engelske forsyningstropper var placeret. Edvard beordrede at hans soldater skulle kæmpe til fods, frem for at sidde til hest. Englænderne gravede også en række grave og huller med partisansøm for at lemlæste det franske kavaleri.
Den franske hær kom fra Abbeyville fra nord, og den første del af hans hær ankom ved udkanten af Crécy midt på dagen den 26. august. Efter at have rekognosceret den engelske opstilling blev Philip rådet til at hæren skulle slå lejr for natten og lade slaget stå den følgende dag. Philip blev mødt af modstand fra de ældre adelsmænd han havde med, og han blev derfor tvunget til at lade angrebet starte samme dag. Dette gav franskmændene en betragtelig ulempe: englænderne var veludhvilede efter at have slået lejr allerede dagen inden og mætte efter at have plyndret det omkringliggende område. Franskmændene blev yderligere hæmmet af fraværet af deres leder i slag. Det var Connétable de Frances pligt at lede hæren i krig, men Raoul 2. af Brienne, greve af Eu var blevet taget til fange, da englænderne plyndrede Caen, hvilket gjorde at de stod uden leder. Philip opstillede sin hær til slaget; de genovesiske armbrøstskytter under Antonio Doria og Carlo Grimaldi udgjorde fortroppen efterfulgt af en division bestående af riddere og professionelle soldater ledet af Charles 2., greve af Alençon sammen med den blinde kong Johan af Bøhmen. Den næste division blev ledet af Rudolph, hertug af Lorraine og Louis 2., greve af Blois, mens Philip ledte bagtroppen.

### Det franske angreb
Den franske hær gik fremad sent på eftermiddagen, omkring kl 16 efter at have stillet sig i formation. Da den nærmede sig brød et kraftigt regnvejr ud over slagmarken. De engelske bueskytter afstrengede deres buer for at forhindre at buestrengene led skade af regnen; de genovesiske armbrøstskytter kunne ikke gøre det samme, hvilket resulterede i, at deres våben blev ødelagte. Armbrøstskytterne begyndte deres fremmarch, men de havde efterladt deres paviseskjolde blandt forsyningerne og de havde derfor ikke mulighed for at søge beskyttelse mens de ladede deres våben. De genovesiske tropper kom inden for skudrækkevidde og ladede deres våben, men som følge af regnen var strenge blevet slappe, og deres skud havde derfor ringe effekt mod den engelske hær. Bueskytterne på den anden side besvarede beskydningen og forårsagede mange skader blandt armbrøstskytterne, hvilket fik dem til at trække sig tilbage. Ridderne og de adelige der fulgte med Alençons division, slog de flygtende lejetroppe ned. Froissart skrev om begivenheden:
 Da englænderne, der var stillet op i tre divisioner og som sad på jorden, så deres fjender rykke frem, modigt rejste sig og stillede sig i kampformation... Du skal vide at disse konger, jarler, baroner og herremænd fra frankrig ikke rykkede frem i nogen orden... Der var omkring 15.000 genovesiske armbrøstskytter; men de var temmelig udmattede efter at have marcheret seks legioner til fods denne dag i fuld udrustning og med deres våde armbrøster. De fortalte deres konstabel at de ikke var i egnet tilstand til at gøre store ting i kamp denne dag. Da greven af Alençon  hørte dette, skulle han have sagt, "dette er hvad man får ud af at ansætte den slags slyngler, som fejler når der er brug for dem."

 —  Chateaubriand, efter Froissarts middelfranske skriver: "On se doit bien charger de telle ribaudaille qui faille au besoin"
Sammenstødet mellem de flygtende armbrøstskytter og det angribende franske kavaleri skabte kaos i hæren. Langbueskytterne fortsatte med at beskyde fjenden i virvaret, mens fem orgelbøsser eller såkaldte ribauldequiner, tidlige kanoner, føjede til forvirringen, selvom det er tvivlsom om de egentligt skabte nogle store tab blandt franskmændene. Froissart skriver, at sådanne kanoner skød "to eller tre skud må de genovesiske", sandsynligvis med store pile eller primitive hagl. Giovanni Villani skriver om kanonerne:
 De engelske kanoner skød jernkugler ved hjælp af ild...De lavede lyde som torden og forårsagede mange tab af mænd og heste... De genovesiske blev konstant ramt af bueskytter og artillerister... [mod slutningen af slaget], hele sletten var dækket af mænd der var ramt af pile og kanonkugler.

Da de genovesiske lejetropper var blevet neutraliseret angreb kavaleriet de engelske linjer. Skråningen og de forhindringer som englænderne havde lagt ud gjorde udfaldet besværligt og langsomt. En fortsat regn af pile gjorde stor skade på ridderne, hvor mange heste faldt, hvilket blokerede for de efterfølgende bølger af angreb i de følgende linjer. Den fremrykkende styrke kunne ikke bryde den engelske linje, der udsatte dem for en ubamhjertig regn af pile, hvilket især gik ud over hestene. Den sorte prins' division blev hårdt presset af det franske angreb, og Edvard sagde de berømte ord "Lad drengen vinde sin sporer". Han sendte dog i stilhed biskoppen af Durham med 20 mand for at styrke prinsens flanke. Det franske kavaleri gjorde gentagne forsøg på at angribe op af skrænten, men med hver bølge blev deres tab blot større. I løbet af kampen blev den blinde Johan af Bøhmen slået ned under angrebet på den sorte prins' stilling. Kampene fortsatte et stykke ud på natten, hvor Philip opgav slagmarken. Han fik dræbt sin hest to gange under slaget, og blev muligvis ramt af en pil i kæben. Han hellige kongelige banner, Oriflamme, der blev hejst for at give signal om at der ikke blev udvist nåde overfor fjenden, blev også taget af englænderne. Det er kun sket fem gange i historien, at dette banner blev erobret. Slaget sluttede kort efter den franske konge flygtede, da også de professionelle soldater flygtede.

## Efterspil

### Tab
Tabene under slaget var ulige fordelt. Alle samtidige kilder angiver meget lave tabstal blandt englænderne. Geoffrey le Baker der skriver, at omkring 300 engelske soldater døde, hvilket som det højeste estimat. Mens nogle betragte det lave antal engelske tab for usandsynligt lavt, argumenterer Rogers for at de er konsistente med tab på vindersiden i andre middelalderlige slag. De fleste tab i middelalderlige slag skete under retræten, hvilket ofte resulterede i meget skæve sejre. Således er der kun to af de engelske tab, som er blevet identificeret: væbneren Robert Brente og den nyudnævnte ridder Aymer Rokesley. To engelske riddere blev taget til fange, selvom det er uklart i hvilken del af slaget det skete. De tabstal som samtidige kilder beretter for franskmændene bliver generelt betragt som voldsomt overdrevne. Et estimat af Geoffrey le Baker konkluderer, at det er troværdigt, når Michael Prestwich beretter at 4.000 riddere blev dræbt. Ifølge tabstal efter slaget blev 1.542 franske riddere og væbnere fundet foran den sorte prins' forsvarslinje, Sumption antager derimod at "få hundrede" soldater blev dræbt i flugten der fulgte. Ayton estimerer at mindst 2.000 af de professionelle soldater på fransk side blev dræbt, og noterer at englænderne tog over 2.200 heraldiske kappe eller med fra slagmarken som krigsbytte. Ifølge Ayton er årsagen til de store tab på fransk side også de ridderlige idealer der herskede blandt de franske riddere på dette tidspunkt. De adelige foretrak at dø i kamp eller at blive taget til fang for at få udbetalt løsesum frem for at flygte fra slagmarken. Selvom det generelt antages at tabene var store, så findes der ingen troværdige tal for de almindelige soldater.

### Felttog
Slaget lammede den franske hærs evne til at komme Calais til hjælp, da byen blev belejret af Edvards hær måneden efter. Calais faldt efter en belejring på et år, og byen blev en engelsk eksklave og var under engelsk styre frem til 1557.
Revolutionen inden for taktik etablerede langbuen som et dominerende våben på slagmarken i Europa, og der skete et dramatisk skift væk fra de beredne riddere som det vigtigste element i en hær, som det hidtil havde været tilfældet. Den kombinerede tilgang den engelske hær, hvor langbueskytter, der var almuefolk i det engelske samfund, blev brugt som en central del af krigsstrategien gjorde at de europæiske militærstrateger begyndte at ændre fokus fra det tungt pansrede kavaleri. Den franske adel, der var blevet slagtet af bønder, som de fleste bueskytter var, sendte chokbølger igennem Frankrig, hvor infanteri begyndte at spille en større rolle i middelalderlig krigsførsel. Senere udvikling taktikker inkluderede udbredelsen af schweiziske landsknægte med lang stagevåben, hvilket begyndte at underminere vigtigheden af tungt pansret rytteri. Efter det katastrofale franske nederlag ved Poitiers endte den edvardianske fase i hundredeårskrigen med at England stod stærkt.

### Firenze bankvæsen i renæssancen
For at finansiere hæren til sit felttog optog Edvard 3. lån fra bankfolk i Firenze, særligt de tre største banker i byen (og Europa) på dette tidspunkt; Bankfamilierne Bardi, Peruzzi og Acciaiuoli. På trods af at stå som sejrherre forsømte Edvard Englands gæld, hvilket ledte til alle tre bankers konkurs og undergang. Dette gjorde, at Medici-familien kunne få lov at vokse, da den senere blev grundlagt Giovanni di Bicci de' Medici, og den endte med at definere det tidlige moderne Europas bankvæsen, og de skabte moderne regnskaber og finansierede mange af de store kunstnere og videnskabsfolk i renæssancen inklusive Galileo.

## Adelige og riddere i slaget
Den unge Prins af Wales havde med sig:
- Thomas de Beauchamp, 11. jarl af Warwick
- John de Vere, 7. jarl af Oxford
- Sir Godfrey de Harcourt
- Reginald de Cobham, 1. Baron Cobham
- Thomas Holland, 1. jarl af Kent
- Ralph de Stafford, 1. jarl af Stafford
- Lord Mauley
- Lord de la Warre
- Sir John Chandos
- Bartholomew de Burghersh, 2. Baron Burghersh
- Lord Robert Neville
- Lord Thomas Clifford
- Robert Bourchier, 1. Baron Bourchier
- William Latimer, 4. Baron Latimer
- Richard FitzAlan, 10. jarl af Arundel
- William de Ros, 3. Baron de Ros
- Willoughby, Basset, St Albans, Sir Lewis Tufton, Lord Multon og Lord Lascels.[27]<
- Sir Thomas Felton, medlem af Order of the Garter, kæmpede ved både Crécy og Poitiers.[45][46]
- Sir Richard Fitz-Simon
- Sir Miles Stapleton
- William de Bohun, 1. jarl af Northampton
- Earl Bowden
- Sir John Sully
- Sir John Giffard of Twyford
- Sir Richard Pembrugge (Pembroke).[47]

I front for den franske hær var Moisne af Basle, Munken af Bazeilles, lords af Beaujen og Noyles og Louis af Spanien. Den franske hær blev ledet af Phillip 6., og omkring ham var:
- Charles 2., greve af Alençon
- Louis 1., greve af Flanders
- Louis 2., greve af Blois
- Rudolph, hertug af Lorraine

Jean de Hainaut og de Montmorency, og samlingen lords. Moisne af Basle beskrev de engelske troppers placering og formation.
Karl, konge af romerne, søn af Johan af Bøhmen, var også til stede og blev let såret under slaget.

## Slaget ved Crécy i fiktion
Forfatteren Ken Folletts roman Uendelige verden indeholder en fiktiv beretning om slaget ved Crécy. Bogen beskriver slaget fra en engelsk ridders perspektiv, fra en bueskytte og en neutral observatør. Romanen blev filmatiseret i 2012, hvor slaget var inkluderet, dog i en meget kondenseret version.
Andre beretninger om slaget findes i Warren Ellis' og Raulo Caceres' tegneserie Crécy, hvor en bueskytte fra Suffolk er fortæller; eller i Bernard Cornwells fiktive fortælling om en bueskytte under hundredeårskrigen, Harlequin, dele af romanserien Grail Quest eller The Archer's Tale. Hovedpersonen Thomas of Hookton, er en engelsk bueskytte det kæmper i slaget.
Slaget optræder i "The campaign of 1346, as an historical drama" af Christopher Godmond.
Det bruges også i Ronald Welchs Bowman of Crécy og David Gilmans Master of War.
Protagonisten, Edmund Beche, i P.C. Dohertys The Death of a King (1985) er tilstede under slaget, og beskriver det fra en bueskyttes perspektiv i højre flanke nær landsbyen Crécy.
I G. A. Hentys historiske roman St. George for England deltager hovedpersonen både under slaget ved Crécy og Poitiers.
Slaget er en vigtig episode i helten Hugh de Cressis liv (hans navn er tilsyneladende tilfældigt), i H. Rider Haggards roman Red Eve. Slaget bliver beskrivet i detaljeret, og inkluderer bl.a. de genovesiske armbrøstskytters nederlag, der i bogen bliver tilskrevet deres våde strenge, samt den nådesløse behandling af de franske sårede.
I Michael Jecks' bog Fields of Glory fra 2014 bliver hele felttogt set fra en bueskytte under den fiktive Sir John de Sully kommando. den starter med landgangen i Normandiet og slutter med en detaljeret beskrivelse af slaget ved Crecy.
Slaget er klimaks i romanen Son of the Morning fra 2014 af forfatteren Mark Barrowcliffe under pseudonymet Mark Alder. bogen er en fantasyudgave af hundredeårskrigen, og den beskriver hvordan engelske og franske tropper bliver støttet af djævle og engle.

### Primærkilder
- The Anonimalle Chronicle, 1333–1381. Edited by V.H. Galbraith. Manchester: Manchester University Press, 1927.
- Avesbury, Robert of. De gestis mirabilibus regis Edwardi Tertii. Edited by Edward Maunde Thompson. London: Rolls Series, 1889.
- Chronique de Jean le Bel. Edited by Eugene Deprez and Jules Viard. Paris: Honore Champion, 1977.
- Dene, William of. Historia Roffensis. British Library, London.
- French Chronicle of London. Edited by G.J. Aungier. Camden Series XXVIII, 1844.
- Froissart, Jean. Chronicles. Edited and Translated by Geoffrey Brereton. London: Penguin Books, 1978.
- Grandes chroniques de France. Edited by Jules Viard. Paris: Société de l'histoire de France, 1920–53.
- Gray, Sir Thomas. Scalacronica. Edited and Translated by Sir Herbert Maxwell. Edinburgh: Maclehose, 1907.
- Le Baker, Geoffrey. Chronicles in English Historical Documents. Edited by David C Douglas. New York: Oxford University Press, 1969.
- Le Bel, Jean. Chronique de Jean le Bel. Edited by Jules Viard and Eugène Déprez. Paris: Société de l'historie de France, 1904.
- Rotuli Parliamentorum. Edited by J. Strachey et al., 6 vols. London: 1767–83.
- St. Omers Chronicle. Bibliothèque Nationale, Paris, MS 693, fos. 248-279v. (Currently being edited and translated into English by Clifford J. Rogers)
- Venette, Jean. The Chronicle of Jean de Venette. Edited and Translated by Jean Birdsall. New York: Columbia University Press, 1953.

### Antologier
- Life and Campaigns of the Black Prince. Edited and Translated by Richard Barber. Woodbridge: Boydell Press, 1997.
- The Wars of Edward III: Sources and Interpretations. Edited and Translated by Clifford J. Rogers. Woodbridge: Boydell Press, 1999.

## Yderligere læsning
- Barber, Richard. Edward, Prince of Wales and Aquitaine: A Biography of the Black Prince. Scribner, 1978. ISBN 0684158647 OCLC 4360312
- Belloc, Hilaire Crécy. Covent Garden, London: Stephen Swift and Co., LTD. https://www.gutenberg.org/ebooks/32196, 1912.
- Burne, Alfred H. The Crecy War: A Military History of the Hundred Years War from 1337 to the peace of Bretigny, 1360. New York, NY: Oxford University Press, 1955. ISBN 7400020129 OCLC 962690
- DeVries, Kelly. Infantry Warfare in the Early Fourteenth Century. Woodbridge, UK: Boydell Press, 1996. ISBN 0851155677 OCLC 34356019
- Fowler, Kenneth (editor), The Hundred Years War. Suffolk, UK: Richard Clay. The Chaucer Press, 1971.
- Hewitt, H.J. The Organization of War under Edward III. Manchester: Manchester University Press, 1966. OCLC 398232
- Keen, Maurice (editor), Medieval Warfare: A History. Oxford, UK: Oxford University Press, 1999. ISBN 0198206399 OCLC 41581804
- Livingston, Michael, and Kelly DeVries, eds. The Battle of Crécy: A Casebook (2016). ISBN 9781781382646
- Nicolle, David, Crecy 1346: Triumph of the Longbow. (Osprey, 2000). ISBN 978-1-85532-966-9
- Ormrod, W.D. The Reign of Edward III. Charleston, SC: Tempus Publishing, Inc, 2000.
- Packe, Michael. King Edward III. (Routledge & Kegan Paul, 1985).
- Prestwich, Michael. Armies and Warfare in the Middle Ages: The English Experience. (Yale UP, 1996).
- Prestwich, Michael. The Three Edwards: War and State in England, 1272–1377. (St. Martin's Press, 1980).
- Reid, Peter. A Brief History of Medieval Warfare: The Rise and Fall of English Supremacy at Arms, 1314–1485. Philadelphia: Running Press, 2007.
- Rogers, Clifford J. Essay on Medieval Military History: Strategy, Military Revolution, and the Hundred Years War. Surrey, UK: Ashgate Variorum, 2010. ISBN 9780754659969 OCLC 461272357
- Seward, Desmond. The Hundred Years War: The English in France 1337–1453. London, UK: Constable and Company Ltd, 1996.
- Tuchman, Barbara. A Distant Mirror: The Calamitous 14th Century. Random House, 1987 ISBN 0345349571
- Waugh, Scott L. England in the reign of Edward III. Cambridge: Cambridge University Press, 1991.